# Tradescantia sillamontana
Tradescantia sillamontana es una planta herbácea de hoja perenne del género Tradescantia. Es originaria de zonas áridas del Estado de Nuevo León, en el noreste de México.

## Descripción
Las hojas de la planta son carnosas y ovales, de 3 a 7 cm de largo, y tienen una disposición geométrica. Toda la planta está cubierta por un vello blanquecino que la protege de la luz solar directa y de la evaporación. Sus flores son de color magenta, aparecen en verano y disponen de tres pétalos. Los tallos son suculentos y crecen en zig-zag, y pueden ser erectos o postrarse arraigados al suelo.

## Hábitat
Proviene de latitudes subtropicales del noreste de México, aunque puede adaptarse a regiones de mayor rusticidad, como planta anual. Está adaptada a la sequedad y a la semisombra, tiene un uso ornamental y también puede hallarse en España e Italia.